# Конкурс молодых музыкантов «Евровидение-2024»
Евровидение для молодых музыкантов 2024 (норв. Eurovision 2024 Unge Musikere Konkurranse) — 21-й конкурс молодых музыкантов «Евровидение», прошедший 17 августа 2024 года в городе Будё, Норвегия в концертном зале Stormen. Всего приняло участие 11 стран. К участию вернулись Армения, Сербия и Швейцария, в то время как Хорватия отказалась от участия.

## Место проведения
12 июля 2023 года Европейский вещательный союз объявил на своем официальном сайте, что конкурс пройдет в городе Будё, Норвегия, в концертном зале Stormen в период, когда город играет роль культурной столицы Европы.
В Twitter организация подтвердила, что концертный зал Stormen был выбран в качестве места проведения конкурса. Это будет второе мероприятие, организованное в Норвегии после первого в 2000 году, когда оно проходило в Бергене.

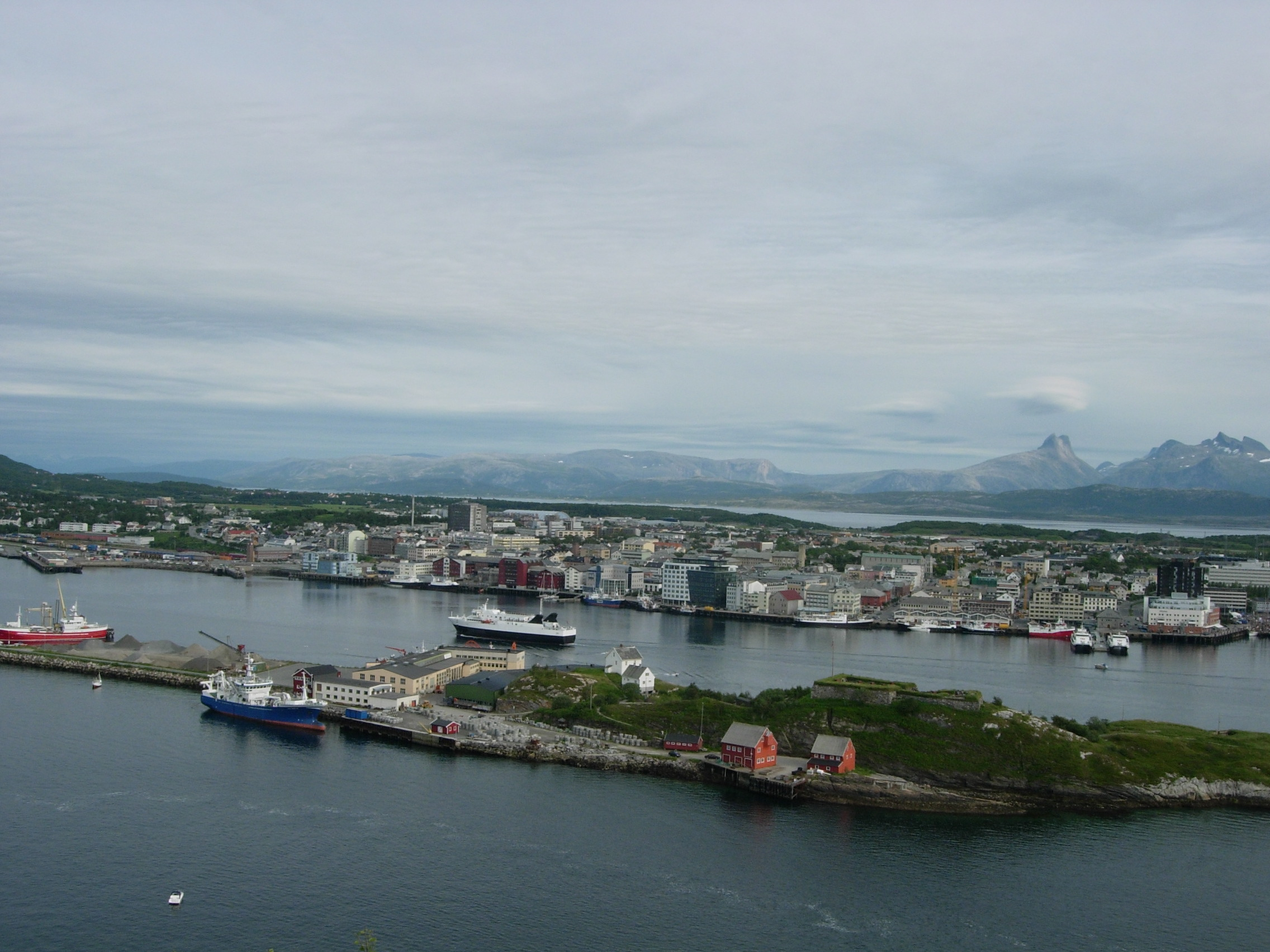
Город Будё

## Участники
| №  | Страна                    | Исполнитель                | Инструмент | Произведение (композитор)                                                  | Результат |
| -- | ------------------------- | -------------------------- | ---------- | -------------------------------------------------------------------------- | --------- |
| 1  | Норвегия (страна-хозяйка) | Себастьян Эгебаккен Свеной | Фортепиано | Piano Concerto No. 5, 3rd movement (Камиль Сен-Санс)                       |           |
| 2  | Швейцария                 | Валериан Альфаре           | Эуфониум   | Excerpt from Euphonium Concert (Пол Мелор)                                 |           |
| 3  | Бельгия                   | Махо Ска                   | Фортепиано | Piano Concerto in G minor, 1st movement (Феликс Мендельсон)                |           |
| 4  | Австрия                   | Леонхард Баумгартнер       | Скрипка    | Violin Concerto No. 5 in A minor, 1st movement (Анри Вьётан)               | 1         |
| 5  | Армения                   | Айк Экекян                 | Гобой      | Oboe Concerto No. 1 in D minor, 1st movement (Людвиг Август Лебрен)        |           |
| 6  | Франция                   | Пьер-Эммануэль Гурпо       | Фортепиано | Piano Concerto in G, 3rd movement (Морис Равель)                           |           |
| 7  | Швеция                    | Хьюго Сведберг             | Виолончель | Cello Concerto No. 1 in D major, 1st movement (Йозеф Гайдн)                | 2         |
| 8  | Польша                    | Джереми Табецки            | Кларнет    | Concert Fantasia on motives from Rigoletto (Луиджи Басси)                  |           |
| 9  | Сербия                    | Богдан Дугалич             | Фортепиано | Rhapsody on a Theme of Paganini (Сергей Рахманинов)                        |           |
| 10 | Германия                  | Фабиан Эггер               | Флейта     | Tango Fantasia for flute and orchestra (Токе Лунд Кристиансен и Якоб Гаде) | 3         |
| 11 | Чехия                     | Адам Знамировский          | Фортепиано | Piano Concerto No. 2, 3rd movement (Камиль Сен-Санс)                       |           |

### Другие страны

Карта стран-участниц конкурса 2024 года

Для участия в конкурсе молодых музыкантов «Евровидение» требуется национальная вещательная компания с активным членством в EBU, которая сможет транслировать конкурс через сеть «Евровидение». Европейский Вещательный Союз регулярно рассылает приглашения на участие в конкурсе всем активным членам.

### Возвращение
- Армения
- Сербия
- Швейцария

### Отказ

#### Активные члены ЕВС
- Болгария — 13 июля 2023 года болгарская национальная телекомпания BNT объявила, что они не вернутся на конкурс 2024 года[11]. Последнее участие страны было в 2006 году.
- Нидерланды[12]
- Хорватия

#### Бывшие члены ЕВС
- Россия — 25 февраля 2022 года Россия была дисквалифицирована из конкурса в связи с вторжением российских войск на Украину[13]. 26 февраля 2022 года вещатели России заявили, что прекратили членство в ЕВС, однако в самом Союзе заявили, что на данный момент не получили официального подтверждения о выходе из объединения[14][15]. 1 марта 2022 года ЕВС отстранил российских вещателей из организации и заявил, что участие в Евровидении станет возможным только после разрешения руководства[16]. Последнее участие страны было в 2018 году.

## Вещание
Все участвующие вещательные компании могут по своему выбору привлекать местных или удаленных комментаторов, предоставляющих информацию о голосовании своей местной аудитории. Европейский вещательный союз также будет вести международные прямые трансляции конкурса через свой официальный канал на YouTube без комментариев.
| Страна   | Вещатель           | Комментатор |
| -------- | ------------------ | ----------- |
| Норвегия | NRK                |             |
| Франция  | France Télévisions |             |
| Чехия    | Česká televize     |             |

## Примечание
1. ↑  Union (EBU), European Broadcasting. Eurovision Young Musicians (англ.). www.ebu.ch (23 февраля 2022). Дата обращения: 1 августа 2023. Архивировано 31 июля 2023 года.
2. ↑  Sebastian Egesbakken Svenøy (20) er vinneren av årets «Virtuos». NRK (6 апреля 2024). Дата обращения: 6 апреля 2024.
3. ↑  Valerian Alfaré vertritt die Schweiz am «Eurovision Young Musicians»-Wettbewerb (нем.). Medienportal. Schweizer Radio und Fernsehen (5 июня 2024). Дата обращения: 5 июня 2024. Архивировано 1 июля 2024 года.
4. ↑  Eurovision des jeunes musiciens classiques : la jeune pianiste Mahault Ska représentera la Belgique. RTBF (3 апреля 2024). Дата обращения: 3 апреля 2024. Архивировано 16 апреля 2024 года.
5. ↑  "Eurovision Young Musicians 2024": Violinist Leonhard Baumgartner vertritt Österreich beim Klassik-Nachwuchsbewerb (3 апреля 2024). Дата обращения: 3 апреля 2024. Архивировано 15 апреля 2024 года.
6. ↑  @armpublictv. 🏆 «Դեպի դասական Եվրատեսիլ» մրցույթում հաղթեց Հայկ Հեքեքյանը
Նա կներկայացնի Հայաստանը օգոստոսի 17-ին կայանալիք «Պատանի երաժիշտների Եվրատեսիլ» միջազգային մրցույթում. [Instagram] (арм.). Instagram (13 апреля 2024).
7. ↑  HeleneHPDV. 👏Bravo Pierre-Emmanuel HURPEAU🎹 Ce jeune pianiste extrêmement talentueux n'a même pas 20 ans et il représentera la France au Concours #EUROVISION des jeunes musiciens🎵  le 17 août en Norvège  La finale sera diffusée📺dans 11 pays dont  @cultureboxftv  /  @FranceTV 💻  #EYM2024. [твит]. Твиттер (18 апреля 2024). Дата обращения: 19 апреля 2024.
8. ↑  Farren, Neil. 🇸🇪 Sweden: Hugo Svedberg to Eurovision Young Musicians 2024 (англ.). Eurovoix (10 января 2024). Дата обращения: 10 января 2024. Архивировано 28 апреля 2024 года.
9. ↑  „Młody Muzyk Roku”. Jeremi Tabęcki będzie reprezentował Polskę na Eurowizji (пол.). Telewizja Polska (21 апреля 2024). Дата обращения: 21 апреля 2024. Архивировано 21 апреля 2024 года.
10. ↑  Пијаниста Богдан Дугалић представља Србију на Евровизијском такмичењу младих музичара (неопр.). Radio Television of Serbia (8 апреля 2024). Дата обращения: 8 апреля 2024.
11. ↑  https://twitter.com/zylyk/status/1679376563043958784. Twitter. Дата обращения: 1 августа 2023. Архивировано 14 июля 2023 года.
12. ↑  Granger, Anthony. 🇳🇱 Netherlands: NTR Will Not Participate in Eurovision Young Musicians 2024 (брит. англ.). Eurovoix (14 ноября 2023). Дата обращения: 20 ноября 2023. Архивировано 21 ноября 2023 года.
13. ↑  Russia kicked out of Eurovision 2022 (брит. англ.). Eurovisionworld (25 февраля 2022). Дата обращения: 1 августа 2023. Архивировано 2 марта 2022 года.
14. ↑  ВГТРК и «Первый канал» объявили о приостановке членства в EBU. РБК (26 февраля 2022). Дата обращения: 1 августа 2023. Архивировано 26 февраля 2022 года.
15. ↑  Union (EBU), European Broadcasting. EBU Statement on RTR, Channel One and Radio House Ostankino membership (англ.). www.ebu.ch (26 февраля 2022). Дата обращения: 1 августа 2023. Архивировано 27 февраля 2022 года.
16. ↑  Union (EBU), European Broadcasting. EBU Statement on Russian Members (англ.). www.ebu.ch (1 марта 2022). Дата обращения: 1 августа 2023. Архивировано 31 мая 2022 года.